# Jérôme Dalla Lana
Jérôme Dalla Lana (ur. 17 września 1978 w Thonon-les-Bains) – francuski kierowca wyścigowy.

## Kariera
Dalla Lana rozpoczął karierę w wyścigach samochodowych w 1996 roku od startów we Francuskiej Formule Renault Campus, gdzie został sklasyfikowany na najniższym stopniu podium klasyfikacji generalnej. W późniejszych latach pojawiał się także w stawce Francuskiej Formuły Renault, Francuskiej Formuły 3 oraz Open Telefonica by Nissan.
W World Series by Nissan Francuz wystartował w czterech wyścigach sezonu 2000 z francuską ekipą Epsilon by Graff. Uzbierane czternaście punktów dało mu piętnaste miejsce w końcowej klasyfikacji kierowców.